# 方丹叙阿伊
方丹叙阿伊（法語：Fontaine-sur-Ay，亦作，法語發音：[fɔ̃tɛn syʁ aj]）是法国马恩省的一个市镇，位于该省西北部，属于埃佩尔奈区。

## 地名
与通常在法语地名中表示“在……河畔”之意的“sur”不同，该地名“Fontaine-sur-Ay”中的“sur”意为“在……上方”，表示名为方丹（Fontaine）的该地与阿伊（Ay）的位置关系，并以“阿伊上方的方丹”之名区分其他的“方丹”，且事实上在该地附近也并无“阿伊河”存在。

## 地理
方丹叙阿伊（49°4'55"N, 4°4'21"E）面积7.72 平方千米，位于法国大東部大區马恩省，该省份为法国东北部内陆省份，北起阿登省，西北接埃纳省，西南接塞纳-马恩省，南至奥布省，东南接上马恩省，东临默兹省。
与方丹叙阿伊接壤的市镇（或旧市镇、城区）包括：塞尔沃城、阿沃奈瓦勒多尔、热尔迈讷、瓦勒德利夫尔、阿伊香槟。
方丹叙阿伊的时区为UTC+01:00、UTC+02:00（夏令时）。

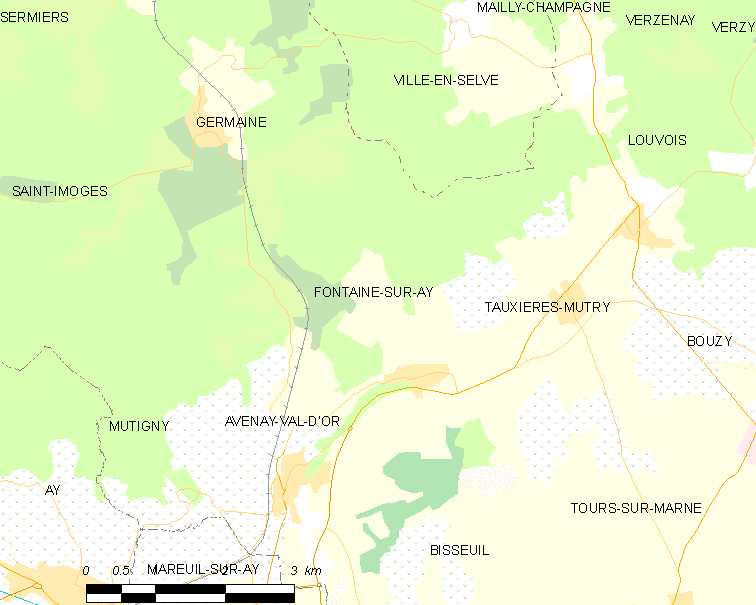
方丹叙阿伊的OSM定位图

## 行政
方丹叙阿伊的邮政编码为51160，INSEE市镇编码为51256。

## 政治
方丹叙阿伊所属的省级选区为埃佩尔奈第一县。

## 人口

1962-2008年间方丹叙阿伊人口变化图示

方丹叙阿伊于2022年1月1日时的人口数量为315人。